# Camiel Struyvelt
Camille Struyvelt (Eine, 3 augustus 1886 - Sint-Amandsberg, 29 december 1961) was een Belgisch volksvertegenwoordiger.

## Levensloop
Struyvelt was een zoon van de koster van Eine, Achiel Struyvelt. Hij studeerde aan de normaalschool in Sint-Niklaas en behaalde er in 1905 het onderwijzersdiploma. Hij trouwde in 1912 met Angèle Wadin en ze stichtten een groot gezin.
Hij stond in het onderwijs:
- vanaf 1905 als onderwijzer in het Onze-Lieve-Vrouwcollege van Zottegem,
- vanaf 1909 als schoolhoofd van de Vrije Lagere Jongensschool van Berchem.

In 1919 werd hij koster-organist aan de Heilig Hartkerk van Sint-Amandsberg. Hij werd ook aangezocht door Fernand Van Ackere om het Oostvlaamse Middenstandssecretariaat op te richten en de verschillende diensten binnen dit secretariaat te organiseren. Hij werd in 1923 voltijds secretaris. 
Hij stichtte de Onderlinge Middenstandsverzekering (OMV) len was nauw betrokken bij de werking van de Algemene Burgersbank. Hij lag aan de basis van de oprichting van de meeste lokale afdelingen in de Gentse regio, met bijzondere aandacht voor jeugdwerking, waarvoor hij de provinciale KBMJ oprichtte. 
De Middenstand-Burgersblad, het orgaan van het Oost-Vlaams middenstandsverbond, was in de jaren 1920-1930 grotendeels zijn werk. Tot in 1950 was hij ook secretaris van de Kamer van Ambachten en Neringen en bouwde in Gent een bloeiend leersecretariaat uit.  
Struyvelt werd ook politiek actief. Van 1939 tot 1958 was hij katholiek/CVP-volksvertegenwoordiger voor het arrondissement Gent-Eeklo. Tijdens die jaren bleef hij lid van heel wat middenstandsorganisaties, waar hij beheerder werd en, na de dood van Fernand Van Ackere, vaak voorzitter. Hij was ondanks zijn leeftijd nog in volle activiteit, toen een hartaderbreuk hieraan een einde stelde.
Hij was:
- euverdeken van de Kamer van retorica De Fonteine,
- eredeken van de soevereine rederijkerskamer Jhesus metter Balsemblomme,
- voorzitter van de Koninklijke kring Voor God en Vaderland,
- voorzitter van het provinciaal middenstandsverbond van Oost-Vlaanderen,
- voorzitter van het Provinciaal Middenstandshuis,
- voorzitter van het Verbond van Ambachtswerkhuizen van Oost-Vlaanderen,
- ere-voorzitter van het Leerlingensekretariaat van Gent en omliggende,
- ondervoorzitter van het Rode Kruis van Gent en Oost-Vlaanderen,
- stichtend lid van de Sociale School voor Maatschappelijk Dienstbetoon,
- bestuurslid van de Provinciale Syndikale Kamer voor Nijverheidskunsten.